# Años 1570
Los años 1570 o década del 1570 empezó el 1 de enero de 1570 y terminó el 31 de diciembre de 1579.

## Acontecimientos
- 1571 - Batalla de Lepanto
- 1572 - Gregorio XIII sucede a Pío V como papa.
- 20 de enero de 1574- Fundación española de Huaraz, en Áncash, Perú
- Fundación española de Huari, en Áncash, Perú
- Inician los descubrimientos de maravillosos yacimientos mineros en Buriticá, Cáceres y Zaragoza en Colombia, convirtiendo a esta región en una de las de más intensa actividad económica.
- 1575 - Se imprime por vez primera la Arithmetica de Diofanto de Alejandría.